# جورج دنلوب (لاعب كرة قاعدة)
جورج دنلوب (بالإنجليزية: George Dunlop)‏ هو لاعب كرة قاعدة أمريكي، ولد في 19 يوليو 1888 في ميريديان في الولايات المتحدة، وتوفي بنفس المكان في 12 ديسمبر 1971.

## وصلات خارجية
- جورج دنلوب على موقعبيزبول رفرنس.كوم (الدوري الرئيسي) (الإنجليزية)
- جورج دنلوب على موقعبيزبول رفرنس.كوم (الدوري الثانوي) (الإنجليزية)